# Dolgo Brdo, Litija
Dolgo Brdo este o localitate din comuna Litija, Slovenia, cu o populație de 27 de locuitori.